# PiraMMMida
PiraMMMida (russisk: ПираМММида) er en russisk spillefilm fra 2011 af Eldar Salavatov.

## Medvirkende
- Aleksej Serebrjakov – Sergej Mamontov
- Fjodor Bondartjuk – Belyavskij
- Pjotr Fjodorov – Anton
- Jekaterina Vilkova – Vera
- Anastasia Richie